# Synodus variegatus
Synodus variegatus är en fiskart som först beskrevs av Lacepède, 1803.  Synodus variegatus ingår i släktet Synodus och familjen Synodontidae. Inga underarter finns listade i Catalogue of Life.